# Martin Glaessner
Martin Fritz Glaessner (ur. 25 grudnia 1906 w Uściu nad Łabą, zm. 22 listopada 1989 w Adelaide) – australijski paleontolog i geolog.

## Życiorys
Syn chemika Arthura Glaessnera. W 1925 roku rozpoczął studia na Uniwersytecie Wiedeńskim, gdzie ukończył prawo (1929) i filozofię (1931). Jego prywatne zainteresowania koncentrowały się jednak wokół przyrodoznawstwa, w wieku 25 lat był już autorem kilku artykułów naukowych w tej dziedzinie. W latach 1930–1931 pracownik Muzeum Historii Naturalnej w Londynie. W 1932 roku został zaproszony do Moskwy, gdzie podjął pracę jako mikropaleontolog w Instytucie Badań Naftowych Radzieckiej Akademii Nauk. W 1936 roku poślubił tancerkę Tinę Tupikinę. Ponieważ ówczesne prawo radzieckie nakazywało cudzoziemcowi ożenionemu z obywatelką ZSRR przyjęcie obywatelstwa, rok później wraz z żoną opuścił Moskwę i wrócił do Wiednia. Po Anschlussie, ze względu na żydowskie pochodzenie, dzięki pomocy brytyjskich przyjaciół opuścił z żoną Austrię i udał się do Port Moresby na Nowej Gwinei, gdzie zajął się organizowaniem laboratorium mikropaleontologicznego dla Australasian Petroleum Company.
Po japońskiej inwazji na Nową Gwineę w 1942 roku przeniósł się do Melbourne. W 1945 roku przyznano mu australijskie obywatelstwo. W 1946 roku otrzymał doktorat honoris causa University of Melbourne, a w 1950 roku został zatrudniony przez University of Adelaide. Od 1957 roku był członkiem Australijskiej Akademii Nauk. Odznaczony m.in. Lyell Medal (1974), Charles Doolittle Walcott Medal (1982) i Order of Australia (1985).
W swojej pracy naukowej zajmował się zagadnieniami związanymi z paleobiologią, szczególnie wczesnymi śladami życia na Ziemi. Od lat 50. poświęcił się badaniom nad nowo odkrytymi skamieniałościami fauny ediakarańskiej. Do najważniejszych opublikowanych przez niego prac należą Principles of Micropalaeontology (1945) i The Dawn of Animal Life (1984).